# 6154 Stevesynnott
A 6154 Stevesynnott (ideiglenes jelöléssel 1990 QP1) a Naprendszer kisbolygóövében található aszteroida. Henry Holt fedezte fel 1990. augusztus 22-én.